# ヴァリアン, Inc.
ヴァリアン, Inc.とはかつて存在した企業。

## 概要
1999年にヴァリアン・アソシエイツの本流ともいえる分析機器、真空管の開発、製造・販売を継承して設立され、2009年にアジレント・テクノロジーに15億米ドルで買収された。
日本法人は1967年にヴァリアン・アソシエイツと日本電気との合併会社である日電バリアン株式会社の設立によって始まり、核磁気共鳴分光計、分光光度計、クロマトグラフ、コンシュマブルプロダクツ、真空機器の5つの製品群を販売してきた。
核磁気共鳴分光計や電子スピン共鳴の分野では先駆的な役割を果たした。アジレントはヴァリアンの買収によって核磁気共鳴分光計の事業に参入したものの、市場の先行きが期待できないとして2014年に撤退した。

## 沿革
- 1999年 - ヴァリアン・アソシエイツの事業分割によって分析装置、電子管の事業を継承して設立された
- 2009年 - アジレント・テクノロジーに15億米ドルで買収された

## 製品
- 核磁気共鳴分光計
- 原子吸光分光光度計
- 可視紫外分光光度計
- ICP発光分光光度計
- ICP質量分析装置
- ガスクロマトグラフ質量分析計
- 高速液体クロマトグラフ質量分析計
- フーリエ変換赤外分光光度計
- ラマン分光光度計
- リークディテクター
- ターボモレキュラーポンプ
- イオンポンプ
- 真空計